# Львов, Михаил Сергеевич
Михаил Сергеевич Львов (25 ноября 1947, Ленинград — 20 марта 2017, Санкт-Петербург.) — советский и российский автогонщик.
Чемпион СССР 1977 года в Формуле-2.
В 1987 году он и Юрий Черников стали первыми представителями СССР в европейских шоссейно-кольцевых гонках грузовиков, Львов выступал за команды «Совтрансавто» и «МАЗ-TRT».

## Биография

### Мотоспорт
По его собственному признанию в одном из интервью, ещё во время учебы в школе он живо интересовался автоспортом и часто бывал на трассе Невское кольцо.
По достижении 17 лет он получил права, что позволило ему участвовать в соревнованиях. В 1964—1967 годах занимался мотокроссом в обществе «Трудовые резервы».
Когда он был призван в армию, то уже зарекомендовал себя в автоспорте и его определили в моторную секцию СКА. В 1967—1969 годах он выступал за этот клуб в мотокроссе и шоссейно-кольцевых гонках.
Выигрывал и становился призёром соревнований, в 1969 выполнил норматив мастера спорта по мотоциклетному спорту.

### Легковой автоспорт
В советское время автоспорт был любительским видом спорта. В 1969—1973 годах выступал за Военмех. Демонстрировал высокие спортивные
результаты:
- 1970 г. — бронзовый призер чемпионате СССР в классе «Формула 4» (молодёжная)
- 1971 г. — 9 место чемпионата СССР в классе «Формула 2»
- 1972 г. — бронзовый призер чемпионата СССР в классе «Формула 1» (автомобиль Эстония 16).

В начале 1972 года в семье автогонщика родился сын Александр.
В 1973—1976 годах продолжил карьеру в Уфе, где трудился в лаборатории дорожных испытаний Уфимского моторостроительного завода. Начав с должности водителя-испытателя, позже был назначен инженером-испытателем двигателей от Москвич-412 (мотор этого типа был установлен на Эстония 16).
Спортивные достижения этого периода:
- 1973 г. — выполнил норматив мастера спорта по автоспорту,
- 1974 г. — серебряный призер чемпионата СССР в «Формуле 2»,
- 1975 г. — победитель чемпионата РСФСР,
- 1977 г. — чемпион СССР в классе «Формула 2».

В 1976—1985 годы работал водителем 1-го класса на предприятии «Совавто-Ленинград», как он сам говорил, объездил всю Европу на фуре.
Параллельно выступал в составе команды предрриятия на боллиде Эстония 18 в категории «Формула 2». Боролся за победу, выигрывал и был призёром соревнований:
- 1980 г. — серебряный призер чемпионата СССР в классе «Формула 3»,
- 1981 г. — серебряный призер чемпионата СССР в классе «Формула 3»,
- 1982 г. — 9 место на чемпионате СССР в классе «Формула 3».

### Грузовой автоспорт
В 1987 году как представитель СТК Совтрансавто участововал в венгерском этапе чемпионата Европы по трак-рейсингу на Хунгароринге. Вместе с Юрием Черниковым они стали первыми в истории советского автоспорта пилотами на этих соревнованиях. На первом этапе они квалифицировались на 18-19 местах и финишировали на 13-14. По результатам организаторы гонки прислали приглашение на четвёртый этап. На этот раз команда выставила три машины, третьим пилотом стал Валентин Моисеев.
МАЗ-TRT просуществовала до 1992 года, и большую часть времени пилотом команды был Михаил Львов. Лучший результат — 3 место — был показан на трассе «Кемора» (Финляндия).